# Olivier Minne
Olivier Minne, né le 18 mars 1967 à Ixelles (Belgique), est un présentateur de télévision belgo-français,,.
 (indiquez la date de pose grâce au paramètre date).
Les informations dans cet article sont mal organisées, redondantes, ou il existe des sections bien trop longues. Structurez-le ou soumettez des propositions en page de discussion.
Avec le temps, il arrive que le contenu présent dans un article devienne désordonné. Il est souvent nécessaire de réorganiser l'article de fond en comble.
- Il faut tout d’abord répartir le contenu de l'article en plusieurs sections. Les informations doivent ensuite être exposées clairement et le plus synthétiquement possible, regroupées par sujet afin d'éviter les doublons. Quelqu'un cherchant une information précise doit pouvoir la trouver rapidement en lisant la section appropriée.
- À l'intérieur de chaque section, le texte, souvent initialement sous la forme de phrases éparses, doit être regroupé dans des paragraphes de quelques lignes, en assurant un enchaînement logique et une cohérence entre les phrases.
- Lorsque l'article ou l'une de ses sections développe trop longuement un point qui n'est pas dans le cœur du sujet traité, il convient de faire une synthèse et de transférer l'ancien contenu dans des articles plus appropriés (en cas de transfert, il faut impérativement respecter la procédure Aide:Scission).

Si vous pensez que ces points ont été résolus, vous pouvez retirer ce bandeau et améliorer le plan d'un autre article.

## Éléments personnels

### Origines et famille
Olivier Minne est né le 18 mars 1967 à Ixelles en Belgique, d'un père belge restaurateur, et d'une mère française artiste peintre,,[réf. non conforme]. 

### Études et débuts professionnels
Il termine l'enseignement secondaire au collège Saint-Michel d'Etterbeek où il suit notamment des cours de littérature, d'éloquence et de philosophie. Il y découvre aussi le théâtre. Ensuite, il s'inscrit à l'université pour une année de droit, puis une autre de sciences politiques. Parallèlement à ses études, il est assistant à RTL TVI de 1986 à 1988.
Voulant devenir comédien, il se rend à Paris où il suit des cours d'art dramatique, échouant au concours du conservatoire, au second tour. Pour vivre, il effectue une série de petits boulots et postule auprès de différentes chaînes de télévision. En janvier 1990, Marie-Rose Michelangeli, qui dirige le service du recrutement des occasionnels d'Antenne 2, l'engage comme aide administratif occasionnel et l'envoie trier les archives et ranger les cassettes. Après un passage à la rédaction (service scientifique, journal de 20 h et desk), il est affecté à l'administration de la gestion de la communication, dirigée par Anne-Marie Tournier.

## Carrière à la télévision

### Débuts en tant que speaker sur Antenne 2 puis France 2 (1990-1993)
Anne-Marie Tournier, qui connaît bien Jacqueline Joubert, alors responsable des « fictions jeunesse », appelle cette dernière afin de lui demander de faire passer des essais à Olivier car elle pense que ce jeune homme est télégénique. Jacqueline ayant clos son audition de speakerines accepte de rencontrer le jeune homme et lui fait faire des essais devant une caméra. Finalement, l'essai est concluant et au bout d'une semaine, Jacqueline Joubert l'engage en qualité de présentateur des programmes (speaker), poste qu'il occupe à partir de mai 1990 et ce, jusqu'en mars 1993. 
Deux jours avant de prendre ses fonctions, il est « annoncé » par Lionel Cassan. Olivier Minne est présenté aux téléspectateurs dans l'émission Tout, tout, tout, vous saurez tout sur Antenne 2 et fait alors sa première apparition à la télévision. Il est surnommé le « Speakerin fou », par Michel Denisot, à cause de ses multiples facéties à l'antenne : annoncer les programmes torse nu ou à moitié ivre, citer des membres de sa famille lors des annonces pour les films de la soirée...
Coïncidence surprenante : c'est lui qui annonce la toute première émission du jeu télévisé Les Clés de Fort Boyard (devenue Fort Boyard) diffusée le 7 juillet 1990 sur Antenne 2, émission qu'il animera lui-même treize ans plus tard sur France 2. Il fait la dernière annonce en tant que speaker pour France 2, en mars 1993.

### Premières émissions (1991-1998)
En 1991, il anime les émissions collège du CNDP sur FR3 (bi-hebdomadaire), qui avaient pour but de décrypter les images de la télévision et de donner aux jeunes collégiens les outils nécessaires pour regarder la télévision en toute lucidité. Dominique Wolton, chercheur au CNRS et spécialiste des médias, donnait en plateau son regard et son analyse sur l'impact des images, les forces et les faiblesses de celles-ci, et l'importance qu'elles avaient d'un point de vue politique, culturel et sociétal. Toujours en 1991, Agnès Vincent, alors responsable des programmes jeunesses d'Antenne 2 et de FR3, lui confie successivement la présentation des jeux Les Mondes fantastiques, de 1992 à 1995 sur France 3 et Génies en Herbe, également sur FR3.
Après ses premières émissions, la carrière d'Olivier Minne décolle au milieu des années 1990.
De son côté, Monique Cara le repère et lui confie un poste de journaliste-chroniqueur dans l'émission Matin Bonheur, sur France 2 jusqu'en 1994, émission dont il assurera ensuite la présentation dans Matin Bonheur puis Les beaux matins entre 1994 et 1997. En 1996, parallèlement à ses activités parisiennes, il tourne en Belgique pendant une saison, sur la chaine RTL-TVI, l'émission mensuelle de divertissement en prime time 7e Ciel, produite par Marc Nivesse.
Olivier Minne est le porte-parole du jury français lors des Concours Eurovision de la chanson 1992 et 1993 retransmis sur Antenne 2 puis France 2. Il a ensuite commenté pour cette même chaine trois éditions de l'Eurovision : en 1995 et 1997, en direct de Dublin (Irlande) et en 1996 en direct d'Oslo (Norvège).
Pendant l'été 1997, il anime avec Jean Riffel le divertissement Jeux sans frontières, qui fait son retour sur France 2. À la rentrée, il présente et coproduit Le Cercle des métiers, sur la même chaîne. L'été suivant (1998), il devient présentateur des Nouveaux Mondes, émission d'aventure et d'exploration scientifique.

### Passage à vide (1999-2002)
Après une forte exposition sur France 2, il est relégué sur des chaînes plus confidentielles.
De 1999 à 2002, il anime des magazines spéciaux consacrés au cinéma sur 13e rue. De septembre 2000 à juin 2001, il présente avec Élizabeth Tchoungui le magazine culturel Les Écrans du savoir sur La Cinquième.
En janvier 2002, le jeu Pyramide revient à l'antenne après une disparition de quelques jours. Olivier Minne devient, avec Pierre Galibert, maître-mot. Ils remplacent tous les deux Claire Gautraud et Jérôme Tichit, tandis que Marie-Ange Nardi remplace Patrice Laffont à la présentation du jeu. La nouvelle formule ne plaît pas et face au mécontentement du public, Minne et Galibert seront évincés du jeu en juin 2002 avec le retour de Gautraud et Tichit (Marie-Ange Nardi sera remplacée par Patrice Laffont en juillet 2002).
En 2002, Olivier Minne va vivre à Los Angeles pour suivre des cours de théâtre au Lee Strasberg Theatre Institute et à l'Actors Studio West.

### Retour sur France 2 et diversification (2003-2025)
La carrière d'Olivier Minne redécolle durant les années 2000.
Du 6 janvier 2003 au 1er juillet 2006, Olivier Minne présente le jeu La Cible diffusé à 12 h 10 du lundi au samedi sur France 2. Il présente Fort Boyard à partir du 28 juin 2003. Il coanime le jeu chaque été, tout d'abord avec Sarah Lelouch du 28 juin 2003 au 27 août 2005, puis avec Anne-Gaëlle Riccio entre le 24 juin 2006 et le 29 août 2009. Il anime l'émission seul depuis le 10 juillet 2010. Olivier Minne a participé au jeu comme candidat en 1995 et en 1997, puis en 2008 dans la version belge du jeu qu'il anime en 2024.
En 2007, il crée sa propre structure de production, Olivier Productions. Pour France 2, il produit des pièces et des programmes (voir sections théâtre et fiction télé).
Du 4 septembre 2006 au 2 mars 2007, il présente une quotidienne à 18 h sur France 2, Un monde presque parfait, émission de divertissement et d'humour basée sur des archives télévisuelles.
À partir du lundi 3 septembre 2007, il présente 60 secondes du Colisée sur France 2 à 18 h, qui deviendra 60 secondes pour rire à partir du mercredi 12 septembre. À la suite des mauvaises audiences quotidiennes, France 2 déprogramme l'émission le vendredi 28 septembre 2007.
En 2007 et 2008, il présente plusieurs émissions en première partie de soirée sur France 2, dont Les Femmes à l'honneur, la Fête de la musique pendant trois ans coanimée avec Helena Noguerra ou Daniela Lumbroso, des émissions rendant hommage à Pascal Sevran et à Jacques Martin tout en poursuivant son rôle de Maître au sein de Fort Boyard.

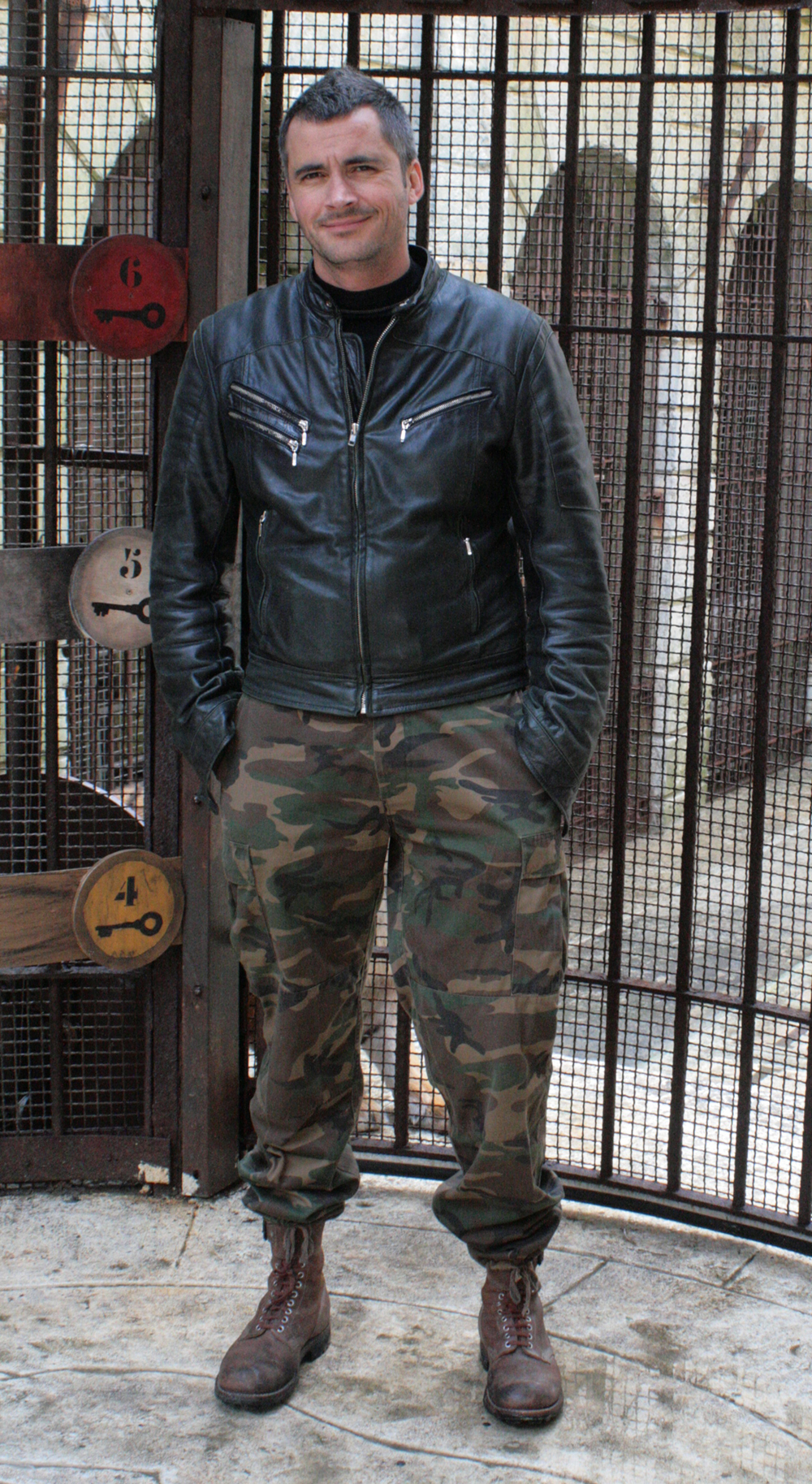
Olivier Minne sur le tournage de l'émission Fort Boyard en mai 2007

À partir de septembre 2008, pour une raison inconnue, France 2 ne lui confie plus d'émissions, hormis Fort Boyard[réf. nécessaire], et il anime des émissions sur TF6.
Il présente à la même époque Mercator, une émission belge sur la RTBF.
Durant l'été 2010, Olivier Minne anime seul (et non plus en duo) une autre saison de Fort Boyard sur France 2 (durant cette saison des candidats anonymes jouent et non des personnalités) puis il se voit à nouveau confier des émissions par France Télévisions à partir de novembre de la même année. Il anime deux nouveaux divertissements sur France 3 : Toutes les idoles que j'aime (consacré aux grandes stars des années 1960) et Ma ville en rire (une émission axée autour de l'humour et qui se déroule dans différentes villes de France). Il reprend aussi l'émission Tous vos amis sont là, anciennement présentée par Stéphane Bern.
À la suite de la volonté de France Télévisions d'empêcher les animateurs de travailler sur plusieurs chaînes du groupe, Olivier doit décider s'il reste sur France 2 ou France 3. Bien qu'un certain nombre d'émissions lui soient proposées sur France 3, il décide le 14 janvier 2011 de rester sur France 2 car celle-ci est sa chaîne d'origine et qu'elle répond plus à ses aspirations d'animateur. Olivier Minne continue donc l'animation de Fort Boyard en 2011 pour la neuvième année consécutive. 
Le 12 novembre 2011, il présente Dans les coulisses du show, une émission de variétés produite par Be Aware dans laquelle on découvre ce qu'il se passe dans les coulisses de l'émission.
En octobre 2012, il reforme son duo avec Virginie Guilhaume pour la présentation du Concert pour la tolérance à Agadir.
Alors qu'il ne présentait jusqu'ici que Fort Boyard, Olivier anime le 29 juin 2013 pour la première fois Intervilles avec Nathalie Simon et Tex dans le rôle d'arbitre, unique prime-time célébrant les 50 ans du jeu. À l'été 2013, Olivier Minne présente Fort Boyard pour la 11e saison et bat le record de longévité à l'animation du jeu[réf. nécessaire].
Le jeu Pyramide fait son retour durant l'été 2014 avec Olivier Minne à la présentation. Un pilote a été tourné début mars 2014. La société Starling qui appartient au groupe Sony Pictures Television produit cette nouvelle version diffusée durant l'été 2014. Le jeu ne revient pas à la rentrée mais à partir du 1er novembre.
Du 16 février 2015 au 5 août 2016, il présente le jeu Joker du lundi au vendredi, à 18 h 15, sur France 2. Tout en restant sur France 2, il présente en octobre 2016 et novembre 2016 la 3e saison du jeu d'aventures Tahiti Quest sur Gulli.
Depuis le 6 mars 2017, il présente avec Sidonie Bonnec, le jeu Tout le monde a son mot à dire, du lundi au vendredi à 18 h sur France 2. À partir du 26 août 2017, il présente chaque samedi sur la même chaîne à 17 h 45 5 anneaux d'or. Le jeu est tout d'abord lancé en première partie de soirée le 24 août avec des célébrités. Après des rediffusions en août 2018, l'émission est définitivement arrêtée.
Olivier Minne anime de nouveau le jeu Joker tous les samedis à 17 h 45 du 25 août 2018 au 29 août 2021[réf. nécessaire].
En 2019 et 2020, il présente en première partie de soirée la compétition événement de France 2, La Course des Champions, avec Teddy Riner et Laury Thilleman.
Lors de l'hiver 2019-2020, il anime le samedi soir sur France 2 Boyard Land, un jeu dérivé de Fort Boyard.
Le 19 décembre 2021, il présente le Concours Eurovision de la chanson junior 2021 qui se déroule à Paris, aux côtés d'Élodie Gossuin et de la chanteuse Carla. Il le présente de nouveau le 26 novembre 2023, cette fois-ci à Nice, en compagnie de Laury Thilleman et de l'influenceuse Ophenya.
En juin 2022, Olivier Minne reprend à Nagui, la présentation du jeu Le Club des invincibles diffusé en première partie de soirée sur France 2. Après quatre numéros avec Olivier Minne, Nagui revient aux commandes du jeu en février 2025[réf. nécessaire].

### Arrivée sur M6 en 2025
La chaîne a annoncé dans un communiqué de presse l'arrivée d'Olivier Minne à la rentrée de septembre. Le 23 juin 2025, il est confirmé qu'il remplacera Vincent Dedienne dans une nouvelle version du jeu Le Maillon faible à la rentrée 2025 et animera d'autres jeux,

## Synthèse des émissions

### Animateur/commentateur/speaker
- 1990-1993 : speaker sur Antenne 2 puis France 2
- 1991 : Collège du CNDP sur FR3
- 1991-1993 : Télévisite sur FR3 / France 3
- 1991 : Noël Surprise sur Antenne 2 : coprésentation avec Valérie Maurice
- 1992 et 1993 : Concours Eurovision de la chanson : porte-parole de la France (Antenne 2/France 2)
- 1992-1994 : Génies en herbe sur FR3 / France 3
- 1992-1995 : Les Mondes fantastiques sur France 3 (jeu d'aventure pour les enfants)
- 1994-1996 : Matin Bonheur sur France 2
- 1995 : Concours Eurovision de la chanson 1995 sur France 2 : commentateur
- 1996 : Choix gagnant sur France 2
- 1996 : Concours Eurovision de la chanson 1996 sur France 2 : commentateur
- 1996-1997 : 7ème Ciel sur RTL-TVI en version belge, et France 2 en version française
- 1997 : Les Beaux Matins sur France 2
- 1997 : Concours Eurovision de la chanson 1997 sur France 2 : commentateur
- 1997 : Jeux sans frontières sur France 2
- 1997 : Le Cercle des métiers sur France 2
- 1997 : Que la musique commence sur France 3
- 1998 :  Les Nouveaux Mondes sur France 2
- 1999 : Attention, les enfants regardent sur TF1 : coprésentation avec Laurent Mariotte et Stéphane Bouillaud
- 1999-2000 : Mission Pirattak sur France 3
- 2000-2001 : Les Écrans du savoir sur La Cinquième
- 2001 : C'est pas facile sur France 2
- 2003-2006 : La Cible sur France 2
- 2003-2025 : Fort Boyard sur France 2 : présenté en duo avec Sarah Lelouch de 2003 à 2005, avec Anne-Gaëlle Riccio de 2006 à 2009, puis seul de 2010 à 2025
- 2004-2005 : Télé Piège sur TF6 : coprésentation avec Anne-Gaëlle Riccio
- 2004-2005 : Cultissimo (puis Cultissime) sur France 2 : coprésentation avec Lio
- 2006 : La Nuit des records sur France 2 : coprésentation avec Adriana Karembeu
- 2006-2007 : Un monde presque parfait sur France 2
- 2007 : Tubes des tubes sur France 2 : coprésentation avec Virginie Guilhaume
- 2007 : La Revanche des stars France 2
- 2007 : La Saint-Valentin en chansons sur France 2 : coprésentation avec Virginie Guilhaume
- 2007 : Les 60 secondes du Colisée sur France 2 : coprésentation avec Virginie Hocq
- 2007-2009 : La Fête de la musique, concert depuis l'Hippodrome d'Auteuil sur France 2 : coanimation avec Helena Noguerra en 2008 et Daniela Lumbroso en 2009
- 2007 : Juste pour rire lors du Festival au Québec
- 2007 : Salut l'artiste (hommage à Jacques Martin)
- 2007 : Les Stars de l'année sur France 2 : coprésentation avec Virginie Guilhaume
- 2007 : Les femmes en chanson avec Virginie Guilhaume
- 2007 : Téléthon : coprésentation
- 2008 et 2009 : La nuit du Ramadan
- 2008 : La cérémonie des trophées afro-caribéens aux côtés de Sonia Rolland
- 2008 : Les 30 ans du Loto sur France 2
- 2009 : La nuit de la fausse pub sur TF6 : coprésentation avec Anne-Gaëlle Riccio
- 2009 : Le Grand lifting des tubes sur TF6 avec Anne-Gaëlle Riccio
- 2009 : Le meilleur de Fort Boyard sur France 2
- 2009 : La nuit de la fausse bande annonce sur TF6 : coanimation avec Anne-Gaëlle Riccio
- 2010 : Mercator sur RTBF / La Une
- 2010 : Toutes les idoles que j'aime sur France 3
- 2010 : Ma ville en rire sur France 3
- 2010-2011 : Tous vos amis sont là sur France 3
- 2011 : Le Grand Concours des animateurs animé par Carole Rousseau sur TF1 : candidat
- 2011 : Dans les coulisses du show sur France 2
- 2012 : Ma famille déchire sur Gulli
- 2012 : Fort Boyard spécial : Halloween, Noël, et jour de l'An, sur France 2 : présentation
- 2013 : Ils chantent pour la tolérance sur France 2
- 2013 : Intervilles sur France 2, prime-time anniversaire 50 ans du jeu
- 2014 : Le meilleur de Fort Boyard sur France 2
- 2014-2015 : Pyramide sur France 2 : présentation
- 2015 : Élection de Miss Prestige National 2015 sur Non Stop People : coprésentation avec Mélody Vilbert
- 2015-2016 et 2018-2021 : Joker sur France 2
- 2016 : Élection de Miss Prestige National 2016 sur Alsace 20
- 2016 : Tahiti Quest (saison 3) sur Gulli
- 2016 : Danse avec les stars (saison 7) sur TF1 : candidat
- 2017-2025 : Tout le monde a son mot à dire sur France 2 : coprésentation avec Sidonie Bonnec
- 2017-2018 : 5 anneaux d'or sur France 2
- 2018 : Au cœur des éléments sur France 2 : coprésentation avec Chloé Nabédian
- 2019-2020 : La course des champions sur France 2 : coprésentation avec Teddy Riner, Sandy Heribert et Laury Thilleman
- 2019-2021 : Boyard Land sur France 2
- 2019-2022 : Fort Boyard : toujours plus fort ! sur France 2 : coprésentation avec Willy Rovelli
- 2020 : Surprise sur prise ! - Les 30 ans sur France 2
- 2020 : Tous ensemble pour Noël sur France 2 : coprésentation avec Faustine Bollaert
- 2021 : Sidaction - Merci Line sur France 2 avec Muriel Robin
- 2021 : Concours Eurovision de la chanson junior 2021 sur France 2 : coprésentation avec Élodie Gossuin et Carla Lazzari
- 2022 : Les Victoires de la musique 2022 sur France 2 : coprésentation avec Laury Thilleman
- 2022 : N'oubliez pas les paroles ! sur France 2 : coprésentation avec Sidonie Bonnec (spéciale 1er avril)
- 2022-2024 : Le Club des invincibles sur France 2
- 2023 : Concours Eurovision de la chanson junior 2023 sur France 2 : coprésentation avec Laury Thilleman et Ophenya
- 2023 : La Grande Soirée du 31 de Paris sur France 2 : coanimation
- 2024-2025 : Fort Boyard Belgique sur Tipik
- Depuis 2025 : Le Maillon faible sur M6

### Participant/candidat
Il participe au Grand Concours des animateurs sur TF1 le 26 septembre 2009 lors duquel il se classe quatrième. Il est de nouveau candidat les 17 septembre 2011, 20 février 2015, 12 septembre 2015, 28 mai 2016 mais est éliminé au premier tour de questions. Il participe au Champion de la télé sur TF1 le 18 juillet 2015 lors duquel il est éliminé à la quatrième manche.
À l'automne 2016, il est candidat dans la septième saison de l'émission Danse avec les stars sur TF1, aux côtés de la danseuse Katrina Patchett, avec qui il termine onzième et dernier de la compétition.

## Théâtre
Cette section ne s'appuie pas, ou pas assez, sur des sources secondaires ou tertiaires indépendantes du sujet. Le texte peut contenir des analyses inexactes ou inédites de sources primaires.
Pour l'améliorer, ajoutez-en, ou placez des modèles {{Source secondaire souhaitée}} ou {{Source secondaire nécessaire}} sur les passages mal sourcés. (juillet 2024)
En 1997, il donne la réplique à Marc Hollogne dans sa pièce Marciel monte à Paris qui est télédiffusée.
En 2005, il a l'idée de produire la pièce de théâtre de Georges Feydeau, Un fil à la patte, jouée par les animateurs de France 2 (dont Olivier Minne qui joue le rôle de Jean) et diffusé sur cette même chaîne. La pièce, mise en scène par Francis Perrin, fut un succès d'audience avec plus de 5 millions de téléspectateurs et marque le retour du théâtre en prime time sur une chaîne nationale, ce qui n'avait plus été le cas depuis 1984. Il a réitéré l'opération en 2006 avec l'opérette Trois jeunes filles nues de Yves Mirande, Gustave Quinson, Albert Willemetz et Raoul Moretti (Olivier Minne jouant le rôle de Jacques), vue par 4 300 000 téléspectateurs. Depuis les télévisions nationales ont suivi son idée en diffusant d'autres pièces en prime time.
En 2007-2008, il produit La Dame de chez Maxim de Georges Feydeau avec 30 comédiens professionnels pour France 2 qui remporte elle aussi un franc succès.
En 2009, il coproduit la pièce d'Eugène Labiche Le Plus Heureux des trois pour le festival d'Avignon.
En 2013-2014, il incarne le détective Sherlock Holmes dans une adaptation théâtrale du Le Chien des Baskerville mise en scène par Jean-Luc Revol.
En 2016, il produit L'Hôtel du libre-échange de Georges Feydeau, pièce jouée par les animateurs de France 2 et diffusée sur la chaine.
En 2017, il produit Un chapeau de paille d'Italie d'Eugène Labiche, pièce également jouée par les animateurs de France 2 et diffusée sur la chaine.

## Fictions télé
Cette section ne s'appuie pas, ou pas assez, sur des sources secondaires ou tertiaires indépendantes du sujet. Le texte peut contenir des analyses inexactes ou inédites de sources primaires.
Pour l'améliorer, ajoutez-en, ou placez des modèles {{Source secondaire souhaitée}} ou {{Source secondaire nécessaire}} sur les passages mal sourcés. (juillet 2024)
Olivier Minne a fait des apparitions dans la série Un gars, une fille, incarnant alors un des copains de Jean dans quelques épisodes, aux côtés d'Alain Bouzigues[pertinence contestée].
En 2007, il fait une apparition dans la série Samantha oups ! où il incarne son propre rôle[pertinence contestée].
En 2008, il a endossé des rôles pour diverses séries télévisées (un chirurgien dans SOS 18 sur France 3, un professeur de tennis dans l'épisode Une femme comme les autres de la série Section de recherches sur TF1, ou encore un chroniqueur judiciaire dans À tort ou à raison sur la RTBF et France 3 pour la rentrée 2009).
Il joue le rôle du Prince Charmant dans Cendrillon, l'un des Trois contes merveilleux, adaptés des Contes de Grimm et Perrault, qu'il produit en 2007-2008 pour France 2, joué par 44 animateurs de la chaîne.
En 2011, il joue en tant qu'invité dans quatre épisodes de la série Les semaines de Lucide pour Série Club ainsi que six nouveaux épisodes de la série À tort ou à raison pour la RTBF et France 3 dans laquelle il partage le rôle principal avec Marianne Basler, Alexandra Vandernoot et Bernard Yerlès.
Il joue le premier rôle masculin auprès de Line Renaud dans le téléfilm Simple question de temps réalisé par Henri Helman et diffusé le 5 juin 2012 sur France 3.

## Chanson
En 2010, il produit l'album de Mademoiselle Maya, En Ut intégral, écrit et interprété par Charlotte Grenat et composé par Jean-François Varlet, déjà compositeur de toutes les musiques originales de ses productions.
En novembre 2019, il produit le double album de Jean François Varlet Peintures à l'eau, 24 chansons enregistrées en public au théâtre de l'Européen, Paris.

## Vie privée
Le 7 août 2014, Olivier Minne annonce publiquement sa bisexualité, utilisant dans l'émission Les Grandes Gueules sur RMC l'expression « Hétéro et homo… hétéromo »,,,. En 2017, il affirme à BuzzFeed qu'il se définit désormais comme gay.
Depuis 2002, il passe la moitié de l'année à Los Angeles. Il a dans ce cadre obtenu une green card en 2010.
En juin 2023, il s'engage pour la Montagnette de Barbentane où il possède un pied-à-terre.
La mort de Patrice Laffont en août 2024 affecte fortement Olivier Minne qui déclare « Aujourd’hui, je perds un père. [...] C’est très étrange comme sentiment. Je suis, évidemment, très triste, mais je suis tellement heureux d’avoir eu cet homme dans ma vie. ».

## Politique
En février 2013, la presse annonce qu'il est candidat suppléant à l'investiture du Parti socialiste pour l'élection partielle devant se tenir dans la première circonscription des Français établis hors de France, dont la députée sortante, Corinne Narassiguin, a été invalidée et déclarée inéligible. À cette occasion, le secrétaire de la section socialiste de Los Angeles fait savoir qu'« Olivier Minne exerce actuellement les fonctions de trésorier de la section, qu'il a aidé à créer lors des primaires socialistes de 2011 ».

## Engagement
Olivier Minne est membre du comité d'honneur de l'Association pour le droit de mourir dans la dignité (ADMD).

## Publications
Olivier Minne est un grand admirateur du comédien français Louis Jourdan devenu une star d'après-guerre aux États-Unis. L'animateur le connaissait bien et avait recueilli durant cinq années ses souvenirs de l'industrie hollywoodienne du cinéma et ses confidences, avant sa disparition le 14 février 2015. Il a écrit la biographie officielle de l'acteur publiée en 2017 :
- Olivier Minne, Louis Jourdan : Le dernier French lover d'Hollywood, Éditions Séguier, février 2017, 472 p. (ISBN 978-2-84049-725-7 et 2-84049-725-5)

Il a écrit des ouvrages sur les speakerines :
- Olivier Minne, La saga des speakerines, Paris, Éditions Michel Lafon, mars 1996, 327 p. (ISBN 2-84098-167-X)
- Olivier Minne, Speakerines, une histoire de femmes à la télévision, Monaco/Paris, Éditions du Rocher, octobre 2018, 376 p. (ISBN 978-2-268-10104-0)

En juin 2020, il publie son premier roman, salué par la critique :
- Olivier Minne, Un Château pour Hollywood, Éditions Séguier, juin 2020, 424 p. (ISBN 978-2-84049-792-9 et 2-84049-792-1)